# سیارک ۲۳۰۷۱
سیارک ۲۳۰۷۱ (به انگلیسی: 23071 Tinaliu، نامگذاری:1999XH65) بیست و سه هزار و هفتاد و یکمین سیارک کشف شده‌است که در ۷ دسامبر ۱۹۹۹ کشف شد.
قدر مطلق سیارک برابر ۱۱.۷ است.